# Carriço (football)
Manuel Luís dos Santos, plus communément appelé Carriço, est un footballeur portugais né le 5 février 1943 à Setúbal. Il évoluait au poste d'arrière gauche.

## Biographie

### En club
Il joue pendant toute sa carrière dans le club de sa ville natale le Vitória Setúbal,.
Il évolue de 1962 à 1975 dans le club de Setúbal. Avec son équipe, il remporte la Coupe du Portugal en 1967,.
Il dispute 269 matchs pour 5 buts marqués en première division portugaise,.

### En équipe nationale
International portugais, il reçoit trois sélections en équipe du Portugal entre 1969 et 1972.
Son premier match est disputé le 6 avril 1969 contre le Mexique (match nul 0-0 à Oeiras).
Dans le cadre des qualifications pour la Coupe du monde 1970, il dispute une rencontre contre la Grèce le 4 mai 1969 (match nul 2-2 à Porto).
Son dernier match est joué pour les qualifications pour la Coupe du monde 1974 le 29 mars 1972 contre Chypre (victoire 4-0 à Lisbonne).

## Palmarès
Avec le Vitória Setúbal :
- Vainqueur de la Coupe du Portugal en 1967
- Finaliste de la Coupe du Portugal en 1966, 1968 et 1973